# Essia
Essia korábbi község (település) Franciaországban, Jura megyében. 2016. január 1-jén Arthenas, Saint-Laurent-la-Roche és Varessia községgel egyesült és La Chailleuse új község része lett.
Lakosainak száma 72 fő (2018. január 1.). Essia Bornay, Alièze, La Chailleuse, Courbette, Reithouse és Varessia községekkel határos.

## Népesség
A település népességének változása:
| Lakosok száma | 94   | 89   | 64   | 62   | 54   | 63   | 63   | 71   | 73   | 72   |
|               | 1962 | 1968 | 1982 | 1990 | 1999 | 2008 | 2011 | 2013 | 2017 | 2018 |